# Cal Conill (Bruc)
Cal Conill és una masia situada en un petit turó tocant al terme de Castellfollit del Boix, si bé pertany al municipi del Bruc, a la comarca catalana de l'Anoia.
La seva estructura té forma d'ela amb planta i pis. Al seu voltant es troben altres edificacions auxiliars pròpies d'una explotació agropecuària.